# Palmadusta asellus
Palmadusta asellus là một loài ốc biển, là động vật thân mềm chân bụng sống ở biển trong họ Cypraeidae, họ ốc sứ.
Có một phân loài: Palmadusta asellus asellus (Linnaeus)

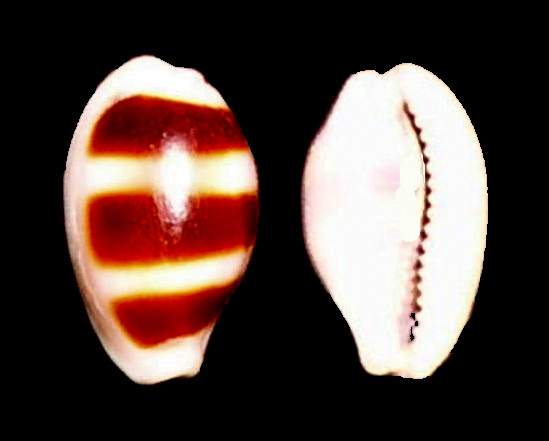
Palmadusta asellus

## Phân bố
Chúng phân bố ở biển dọc theo Aldabra, Chagos, Comoros, Kenya, Madagascar, Mauritius, Mozambique, Biển Đỏ, Réunion, Seychelles và Tanzania.

## Hình ảnh

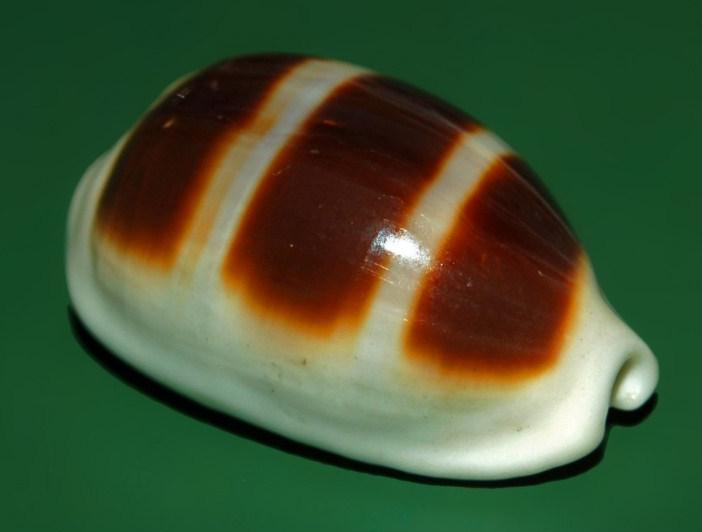